# Eublemma subolivalis
Eublemma subolivalis is een vlinder van de familie van de spinneruilen (Erebidae). De wetenschappelijke naam van deze soort is voor het eerst voorgesteld als Anthophila subolivalis door Paul Mabille in een publicatie uit 1893.

## Verspreiding
De soort komt voor op de Comoren en op Madagaskar.

## Waardplanten
De rups leeft op Phaseolus vulgaris (Fabaceae).